# اسفل محلى (حبيل جبر)

تعديل مصدري - تعديل

اسفل محلى هي إحدى قرى عزلة حبيل جبر بمديرية حبيل جبر التابعة لمحافظة لحج، بلغ تعداد سكانها 87 نسمة حسب تعداد اليمن لعام 2004.